# Čakov (Boêmia do Sul)
Čakov é uma comuna checa localizada na região da Boêmia do Sul, distrito de České Budějovice.